# جيمس سكوت برينغل
جيمس سكوت برينغل هو عالم نبات كندي، ولد في 1937 في دانفرز في الولايات المتحدة.